# Proischnura polychromaticum
Proischnura polychromatica là một loài chuồn chuồn kim thuộc họ Coenagrionidae. Đây là loài đặc hữu của Nam Phi. Môi trường sống tự nhiên của chúng là sông ngòi. Chúng hiện đang bị đe dọa vì mất nơi sống.